# Hieracium haploschemon
Hieracium haploschemon es una especie de planta con flor del género Hieracium, de la familia Asteraceae, orden Asterales.

## Distribución
Hieracium haploschemon se distribuye por Noruega.

## Taxonomía
Fue descrita científicamente por (Omang) Omang.
Tratamiento taxonómico
La especie aparece registrada y publicada en Nyt Mag. Naturvidensk.